# Ellsworth Kelly
Ellsworth Kelly, född 31 maj 1923 i Newburgh i Orange County i New York, död 27 december 2015 i Spencertown i Columbia County i delstaten New York, var en amerikansk målare inom hard-edge-måleriet.
Ellsworth Kelly studerade i Paris 1948–1954. Hans tidiga verk hade inspirerats av Jean Arp, Joan Miró, och Henri Matisse. Senare verk bestod av hopfogade dukar och olikformade dukar målade med djärva, enfärgade ytor, till exempel Red, Blue, Green, Yellow (1965), Red Yellow (1968) och Two Panels: Black with Red Bar (1971). Han utförde även skulpturer i målad aluminiumplåt.